# Route nationale 824
Pour les articles homonymes, voir Route 824.
La route nationale 824 ou RN 824 est une ancienne route nationale française reliant Châteaudun à Blois. À la suite de la réforme de 1972, elle est déclassée en RD 924.

## Tracé, départements et communes traversés

### Eure-et-Loir[1]
- Châteaudun
- Thiville
- La Ferté-Villeneuil
- Charray

### Loir-et-Cher
- Moisy
- Vievy-le-Rayé
- Oucques
- Villeneuve-Frouville
- Blois